# Bormujos (kommunhuvudort)
Bormujos är en kommunhuvudort i Spanien.   Den ligger i provinsen Provincia de Sevilla och regionen Andalusien, i den sydvästra delen av landet, 400 km sydväst om huvudstaden Madrid. Bormujos ligger 113 meter över havet och antalet invånare är 18 590.
Terrängen runt Bormujos är huvudsakligen platt. Bormujos ligger uppe på en höjd. Runt Bormujos är det mycket tätbefolkat, med 1 956 invånare per kvadratkilometer. Närmaste större samhälle är Sevilla, 8,8 km öster om Bormujos. Trakten runt Bormujos består till största delen av jordbruksmark.